# A Foreign Affair
A Foreign Affair (conocida como Berlín Occidente en España, La mundana en México y Argentina, y Escándalo internacional en Venezuela) es una comedia romántica estadounidense de 1948 dirigida por Billy Wilder y escrita por el propio director junto con Charles Brackett y Richard L. Breen.
El argumento es una adaptación realizada por Robert Hariri de una historia de David Shaw.

## Argumento

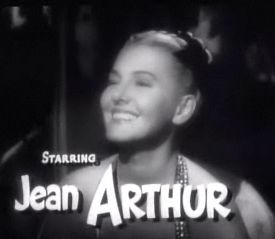
Jean Arthur en un fotograma de la película.

En 1947 llega a Berlín un comité de congresistas estadounidenses, entre los que se encuentra Phoebe Frost (Jean Arthur) para evaluar la moral de sus tropas en tiempos de la posguerra. Allí, Frost empieza a sospechar de que uno de los militares está protegiendo a una cabaretera llamada Erika von Schlutöw (Marlene Dietrich), de quien se cree que tuvo lazos con miembros del Partido Nazi como Hermann Göering o Joseph Goebbels. Para que le ayude con la investigación fuerza al Capitán John Pringle (John Lund) sin saber que él y Schlutöw son amantes.
Tras ver un metraje de un informativo en el que se la ve junto a Adolf Hitler en tiempos de la guerra, Frost le pide que la lleve a los cuarteles generales del ejército para buscar un archivo sobre ella. Sin embargo, John en su afán por distraerla empieza a filtrear con la congresista que acaba sucumbiendo a su encanto a pesar de resistirse en un primer momento.
El coronel Rufus J. Plummer (Millard Mitchell), consciente de la relación de su subordinado con la señorita Schlutöw, le pide que siga adelante con la relación con la intención de capturar a Hans Otto Birgel (Peter von Zerneck), un exagente de la Gestapo y antiguo amante de ella de quien se cree que está en el sector estadounidense de la ciudad. Mientras tanto Erika y Phoebe son arrestadas en una redada en el Lorelei, club en el que Erika actúa. Una vez que interrogan a Frost, Schlutöw engaña al policía al hacerla pasar por su prima.
Agradecida por su gesto, decide visitarla a su apartamento, donde las dos reconocen estar enamoradas del mismo hombre, por lo que Phoebe se marcha devastada. No obstante, Plummer trata de reconciliar a Phoebe y a John. De nuevo en el Lorelei, aparece Birgel dispuesto a matar a John, pero acaba muerto en una serie de disparos entre los soldados y éste. Al final, Erika es detenida y sentenciada a trabajos forzados en un campo; Phoebe y John vuelven a estar juntos.

## Reparto
| Actor             | Personaje              |
| ----------------- | ---------------------- |
| Jean Arthur       | Phoebe Frost           |
| Marlene Dietrich  | Erika von Schlütow     |
| John Lund         | Cap. John Pringle      |
| Millard Mitchell  | Cnel. Rufus J. Plummer |
| Peter von Zerneck | Hans Otto Birgel       |
| Stanley Prager    | Mike                   |
| William Murphy    | Joe                    |
| Raymond Bond      | Congresista Pennecot   |
| Boyd Davis        | Congresista Giffin     |
| Robert Malcolm    | Congresista Kramer     |
| Charles Meredith  | Congresista Yandell    |
| Michael Raffetto  | Congresista Salvatore  |
| Damian O'Flynn    | Tte. Coronel           |
| Frank Fenton      | Mayor Mathews          |
| James Larmore     | Tte. Hornby            |
| Gordon Jones      | Policía Militar        |

## Producción
Mientras colaboraba con el ejército estadounidense durante la II Guerra Mundial en Alemania, Wilder contó con el apoyo del gobierno si hacía una película sobre la Alemania ocupada por los Aliados y aprovechó la oportunidad de desarrollar el guion junto con Charles Brackett y Richard L. Breen. El encargado de la reconstrucción de la industria cinematográfica alemana, Erich Pommer, le cedió a Wilder material de la productora Universum Film AG. Mientras estudiaba la situación existente para su guion, Wilder entrevistó a muchos militares estadounidenses estacionados en Berlín, así como a civiles berlineses, la mayor parte de los cuales tenía dificultades para lidiar con la destrucción de la ciudad. Uno de ellos fue una mujer a la que conoció mientras ella desescombraba las calles. "La mujer estaba agradecida de que los aliados hubieran venido a arreglar el gas", recordaba Wilder. "Pensé que era porque así podría cocinar algo caliente, pero respondió que era porque así podría suicidarse".
La primera elección para el papel de Erika von Schlutöw fue Marlene Dietrich, la cual durante la película interpretó tres canciones compuestas por Friedrich Hollander: Black Market, Illusions y The Ruins of Berlin, pero el director pensó que podría rechazar el papel de una mujer que confraternizaba con el nazismo. [Él] decidió viajar a París en persona para visitarla y para escuchar su opinión respecto al guion en el que revelaba ciertas críticas y sugerencias. Wilder dijo finalmente "como si se me presentara una oportunidad así, solo tú [Dietrich] puedes interpretar este a personaje" por lo que accedió al final.
Wilder convenció a Jean Arthur de que saliera de su retiro para interpretar a Phoebe Frost. Aunque en el rodaje, la actriz tuvo la sensación de que había cierto nepotismo hacia Dietrich. Una noche, tanto ella como su marido Frank Ross fueron a casa de Wilder para discutir sobre el favoritismo hacia la actriz alemana. Enfadada le recriminó que [Dietrich] siempre le pedía primeros planos, también argumentó que "no quiere que yo lo haga mejor de lo que ella lo hace". Consciente de que entre ambos había puntos de vista diferentes, siguieron trabajando juntos e intento convencerla de que en ningún momento trata de favorecer a un artista respecto a otra, aunque reconoció admirar a Dietrich entre todas las actrices a las que dirigió. Wilder recordó que cuando algún miembro del reparto o técnico tenía frío, esta le preparaba un caldo de pollo. Años más tarde, Arthur llamó a Wilder para decirle que le gusto la película tras verla.
En agosto de 1947 comenzó el rodaje, la mayor parte en la zona de ocupación soviética y después continuaron en los estudios de Paramount Pictures entre diciembre de 1947 a febrero de 1948, La película fue editada al cabo de una semana después de que se completara la escenografía. El 30 de junio se estrenó la película en los cines Paramount Theatre de Nueva York. Poco después, Wilder estrenaría The Emperor Waltz en el Radio City Music Hall.

## Recepción crítica y premios
El crítico del New York Times Bosley Crowther declaró: "La película es entretenida y elegante con humor inteligente y realista con mensajes, puede que al Congreso no le guste la película... e incluso el Departamento de Defensa la encuentre vergonzosa. Para los Sres. Brackett y Wilder, los cuales son de ideas rápidas... han proyectado la gravedad del servicio burocrático de una manera sofisticada y discretamente sarcástica." En el mismo comentario añade: "En manos de alguien torpe, la presentación de los [entonces] eventos actuales hubiesen resultado ofensivos y de mal gusto, sin embargo, de manos de estos dos ha salido una obra ingeniosa, visionaria y encantadora a pesar de los graves sucesos acaecidos como la situación de Berlín tras la guerra y la reconstrucción de la ciudad. Debo decir que hubo momentos en el que el argumento se volvía francamente cínico, pero que se salva astutamente con un rápido giro en la trama.
En los años venideros, la cadena Channel 4 calificó a la película como "uno de los éxitos olvidados de Wilder, pero a su vez descubiertos de nuevo". Por su parte Andrea Mullaney de la revista Eye For Film apuntó que la película "estuvo bien organizada y con humor inteligente y cínico, al igual que relevante como la actuación que tuvo el ejército de Estados Unidos en Irak."
| Premio      | Categoría            | Candidato                                      | Resultado |
| ----------- | -------------------- | ---------------------------------------------- | --------- |
| Óscar       | Mejor fotografía     | Charles Lang                                   | Nominado  |
| Óscar       | Mejor guion adaptado | Billy Wilder Charles Brackett Richard L. Breen | Nominados |
| Premios WGA | Mejor guion adaptado | Billy Wilder Charles Brackett Richard L. Breen | Nominados |